# Magdalena Molendowska (politolożka)
Magdalena Monika Molendowska (ur. 20 czerwca 1980) – polska przedstawicielka nauk o bezpieczeństwie, prorektorka Uniwersytetu Jana Kochanowskiego w Kielcach.

## Życiorys
Magdalena Molendowska ukończyła studia w zakresie bibliotekoznawstwa i informacji naukowej (2005) oraz politologii (2006) na Uniwersytecie Humanistyczno-Przyrodniczym Jana Kochanowskiego w Kielcach. W 2009 tamże otrzymała stopień doktora nauk humanistycznych w dyscyplinie nauki o polityce na podstawie napisanej pod kierunkiem Kazimierza Kika dysertacji Chrześcijańska demokracja w europejskim procesie integracyjnym. Był to pierwszy doktorat z politologii na tej uczelni. W 2022 habilitowała się na Akademii Marynarki Wojennej im. Bohaterów Westerplatte w dziedzinie nauk społecznych, dyscyplina nauki o bezpieczeństwie, przedstawiwszy dzieło Instytucjonalizacja bezpieczeństwa Unii Europejskiej w kontekście obecnych i przyszłych zagrożeń.
Od 2006 związana zawodowo z macierzystą uczelnią, najpierw jako pracowniczka Biblioteki Uniwersytetu – Oddziału Informacji Naukowej, a od 2010 jako wykładowczyni Instytutu Nauk o Bezpieczeństwie Wydziału Prawa i Nauk Społecznych (wcześniej Wydziału Prawa, Administracji i Zarządzania). Pełniła funkcję prodziekanki do spraw ogólnych i finansowych (2016–2020) oraz do spraw kształcenia (2020–2024), a także p.o. dziekana (2017–2020). Prorektorka do spraw rozwoju finansów UJK w kadencji 2024–2028.